# Nemopanthus collinus
Nemopanthus collinus là một loài thực vật có hoa trong họ Aquifoliaceae. Loài này được (Alexander) R.C. Clark mô tả khoa học đầu tiên năm 1974.